# 장례원
장례원(掌隷院)은 조선시대 노비를 담당하던 정3품 관청을 말하며, 설립 연도는 조선 세조 13년, 서기 1467년이다. 직접 죄인을 판결할 수 있었으므로, 사헌부, 한성부과 함께 사법삼사로 불린다.
이 기관은 조선 영조 40년, 조선 초 형조 소속의 도관(都官)이 1466년(세조 12)에 변정원(辨定院)으로, 다음해에 장예원으로 명칭이 바뀌었다. 장례원 청사는 공조 청사 남쪽에 있었는데, 1764년(영조 40)에는 보민사(保民司)로 개칭되어 형조에 소속되었다가 1775년(영조 51)에 혁파되었다.

## 품계 및 관직
| 품계  | 관직           | 정원 | 비고 |
| ----- | -------------- | ---- | ---- |
| 정3품 | 판결사(判決事) | 1명  |      |
| 정5품 | 사의(司議)     | 3명  |      |
| 정6품 | 사평(司評)     | 4명  |      |